# Europawahl im Vereinigten Königreich 1979
- SOZ: 18
- EDA: 1
- ED: 61
- NI: 1

- SDLP: 1
- Labour: 17
- SNP: 1
- Cons.: 60
- UUP: 1
- DUP: 1

Die Europawahl im Vereinigten Königreich 1979 fand am 7. Juni 1979 statt. Sie war Teil der Europawahl 1979, der ersten Direktwahl des Europäischen Parlaments. Im Vereinigten Königreich wurden 81 der 410 Europaabgeordneten gewählt.

## Wahlsystem
Das Wahlsystem war im European Assembly Elections Act 1978 festgelegt. Von den 81 Mandaten wurden 78 in England, Wales und Schottland in Einerwahlkreisen nach relativen Mehrheitswahlrecht vergeben, ähnlich dem Wahlrecht zum britischen Unterhaus. Die drei für Nordirland vorgesehenen Mandate wurden in einem Wahlkreis mit Übertragbarer Einzelstimmgebung vergeben.

## Wahlergebnis
Mit 32,3 % hatte das Vereinigte Königreich die niedrigste Wahlbeteiligung aller neun EG-Staaten. Klarer Sieger wurde die Konservative Partei (Tories) der Premierministerin Margaret Thatcher, die bereits die Unterhauswahlen fünf Wochen zuvor gewonnen hatte. Auf Grund des Mehrheitswahlrechts zogen nur drei Parteien aus Großbritannien sowie drei nordirische Parteien ins Europaparlament ein. Insbesondere konnten die Liberalen trotz 12,6 % der Stimmen kein Mandat erreichen.

### Vereinigtes Königreich
| Partei | Partei                             | Stimmen    | Prozent | Mandate | Fraktion                                   |
| ------ | ---------------------------------- | ---------- | ------- | ------- | ------------------------------------------ |
|        | Conservative Party                 | 6.508.492  | 48,4 %  | 60      | Europäische Demokraten                     |
|        | Labour Party                       | 4.253.247  | 31,6 %  | 17      | Sozialistische Fraktion                    |
|        | Liberal Party                      | 1.690.638  | 12,6 %  | –       |                                            |
|        | Scottish National Party            | 247.836    | 1,8 %   | 1       | Europäische Demokraten für den Fortschritt |
|        | Democratic Unionist Party          | 170.688    | 1,3 %   | 1       | Fraktionslos                               |
|        | Social Democratic and Labour Party | 140.622    | 1,0 %   | 1       | Sozialistische Fraktion                    |
|        | Ulster Unionist Party              | 125.169    | 0,9 %   | 1       | Europäische Demokraten                     |
|        | Plaid Cymru                        | 83.399     | 0,6 %   | –       |                                            |
|        | Alliance Party of Northern Ireland | 39.026     | 0,3 %   | –       |                                            |
|        | Independent Unionist               | 38.198     | 0,3 %   | –       |                                            |
|        | Independent Republican             | 33.969     | 0,3 %   | –       |                                            |
|        | United Against the Common Market   | 27.506     | 0,2 %   | –       |                                            |
|        | Unabhängige                        | 30.816     | 0,2 %   | –       |                                            |
|        | Ecology Party                      | 17.953     | 0,1 %   | –       |                                            |
|        | Mebyon Kernow                      | 10.205     | 0,1 %   | –       |                                            |
|        | United Community                   | 9.383      | 0,1 %   | –       |                                            |
|        | United Labour Party                | 6.122      | 0,0 %   | –       |                                            |
|        | Independent Conservative           | 4.804      | 0,0 %   | –       |                                            |
|        | Workers’ Party of Ireland          | 4.418      | 0,0 %   | –       |                                            |
|        | Unionist Party of Northern Ireland | 3.712      | 0,0 %   | –       |                                            |
|        | Independent Democratic             | 2.473      | 0,0 %   | –       |                                            |
|        | International Marxist Group        | 1.635      | 0,0 %   | –       |                                            |
|        | Ulster Liberal Party               | 932        | 0,0 %   | –       |                                            |
|        | Europäische Föderalistische Partei | 497        | 0,0 %   | –       |                                            |
|        | Andere                             | 1.628      | 0,0 %   | –       |                                            |
| Wähler | Wähler                             | 13.460.091 |         |         |                                            |

#### Großbritannien
| Partei | Partei                             | Stimmen    | Prozent | Mandate | Fraktion                                   |
| ------ | ---------------------------------- | ---------- | ------- | ------- | ------------------------------------------ |
|        | Conservative Party                 | 6.508.492  | 50,6 %  | 60      | Europäische Demokraten                     |
|        | Labour Party                       | 4.253.247  | 33,0 %  | 17      | Sozialistische Fraktion                    |
|        | Liberal Party                      | 1.690.638  | 13,1 %  | –       |                                            |
|        | Scottish National Party            | 247.836    | 1,9 %   | 1       | Europäische Demokraten für den Fortschritt |
|        | Plaid Cymru                        | 83.399     | 0,6 %   | –       |                                            |
|        | United Against the Common Market   | 27.506     | 0,2 %   | –       |                                            |
|        | Unabhängige                        | 30.816     | 0,2 %   | –       |                                            |
|        | Ecology Party                      | 17.953     | 0,1 %   | –       |                                            |
|        | Mebyon Kernow                      | 10.205     | 0,1 %   | –       |                                            |
|        | Independent Conservative           | 4.804      | 0,0 %   | –       |                                            |
|        | Independent Democratic             | 2.473      | 0,0 %   | –       |                                            |
|        | International Marxist Group        | 1.635      | 0,0 %   | –       |                                            |
|        | Europäische Föderalistische Partei | 497        | 0,0 %   | –       |                                            |
|        | Andere                             | 1.628      | 0,0 %   | –       |                                            |
| Wähler | Wähler                             | 12.873.852 |         |         |                                            |

#### Nordirland
| Partei | Partei                             | Erstpräferenzen | Anteil | Sitze | Fraktion                |
| ------ | ---------------------------------- | --------------- | ------ | ----- | ----------------------- |
|        | Democratic Unionist Party          | 170.688         | 29,8 % | 1     | Fraktionslos            |
|        | Social Democratic and Labour Party | 140.622         | 25,5 % | 1     | Sozialistische Fraktion |
|        | Ulster Unionist Party              | 125.169         | 21,9 % | 1     | Europäische Demokraten  |
|        | Alliance Party of Northern Ireland | 39.026          | 6,8 %  | –     |                         |
|        | Independent Unionist               | 38.198          | 6,7 %  | –     |                         |
|        | Independent Republican             | 33.969          | 5,9 %  | –     |                         |
|        | United Community                   | 9.383           | 1,6 %  | –     |                         |
|        | United Labour Party                | 6.122           | 1,1 %  | –     |                         |
|        | Workers’ Party of Ireland          | 4.418           | 0,8 %  | –     |                         |
|        | Unionist Party of Northern Ireland | 3.712           | 0,6 %  | –     |                         |
|        | Ulster Liberal Party               | 932             | 0,0 %  | –     |                         |
| Wähler | Wähler                             | 572.239         |        |       |                         |

## Nachwahl
Die Wahl im Wahlkreis London South-West wurde am 20. September 1979 wiederholt. Die Konservative Shelagh Roberts konnte ihr Mandat verteidigen.